# Pachnobia iveni
Pachnobia iveni är en fjärilsart som beskrevs av Hüber 1869. Pachnobia iveni ingår i släktet Pachnobia och familjen nattflyn. Inga underarter finns listade i Catalogue of Life.